# Daniel Rincón (tenista)
Daniel Rincón (nació el 7 de enero de 2003) es un jugador de tenis español.
Rincón su ranking ATP más alto de individuales fue el número 181, logrado el 4 de diciembre de 2023. Su ranking ATP más alto de dobles fue el número 164, logrado el 29 de julio de 2024.

## Títulos ATP Challenger (6; 1+5)
| Leyenda             | Individuales | Dobles |
| ------------------- | ------------ | ------ |
| ATP Challenger Tour | 1            | 5      |

### Individuales (2)
| N.° | Fecha               | Torneo  | Superficie    | Oponente en la final | Resultado   |
| --- | ------------------- | ------- | ------------- | -------------------- | ----------- |
| 1.  | 28 de julio de 2024 | Tampere | Tierra batida | Calvin Hemery        | 6-1, 7-6(4) |

### Dobles
| N.º | Fecha                | Torneo    | Superficie    | Compañero          | Oponentes en la final                           | Resultado        |
| --- | -------------------- | --------- | ------------- | ------------------ | ----------------------------------------------- | ---------------- |
| 1.  | 8 de abril de 2023   | Murcia    | Tierra batida | Abedallah Shelbayh | Marco Bortolotti Sergio Martos Gornés           | 7-6(3), 6-4      |
| 2.  | 6 de enero de 2024   | Canberra  | Dura          | Abedallah Shelbayh | André Göransson Albano Olivetti                 | 7-6(4), 6-3      |
| 3.  | 6 de abril de 2024   | Barcelona | Tierra batida | Oriol Roca Batalla | Jakob Schnaitter Mark Wallner                   | 5-7, 6-4, [11-9] |
| 4.  | 27 de julio de 2024  | Tampere   | Tierra batida | Íñigo Cervantes    | Thomas Fancutt Johannes Ingildsen               | 6-3, 6-4         |
| 5.  | 8 de febrero de 2025 | Tenerife  | Dura          | Íñigo Cervantes    | Nicolás Álvarez Varona Iñaki Montes de la Torre | 6-2, 6-4         |